# Куйбышевский нефтеперерабатывающий завод
АО «Куйбышевский нефтеперерабатывающий завод» — российский нефтеперерабатывающий завод, находится в Куйбышевском районе г. Самары. Основным видом деятельности является переработка нефти. Входит в группу ПАО НК «Роснефть».

## История
Строительство нефтеперерабатывающего завода № 443 началось в 1943 году по приказу Наркомата нефтяной промышленности. Строительством занималось Управление особого строительства НКВД СССР (Особстрой). К концу 2 квартала 1945 года главнейшие объекты нефтеперерабатывающего завода № 443 были закончены и сданы в эксплуатацию. Помимо заключённых Безымянлага (около 10 тыс. чел.), на строительстве завода были заняты мобилизованные татары из Крыма (около 1500 чел.), а также вольнонаёмные строители, значительная часть которых в прошлом была заключёнными Безымянлага, после освобождения они были закреплены за Особстроем в качестве трудмобилизованных.
В сентябре 1945 года заводом был выпущен первый автомобильный бензин.
Посёлок «116 км» возник в 1943 году в связи со строительством КНПЗ и первоначально носил название «Ново-Стройка». В 1946 году в посёлке «Ново-Стройка» имелось 6 бараков и 14 кирпичных домов. В начале 1950-х годов построена столовая, продовольственный и промтоварный магазины, два общежития, детский сад, военкомат, поликлиника, действовал клуб. Посёлок в то время имел название «Соцгород», такое же наименование получила близлежащая железнодорожная платформа (ранее носившая название «116 км»).
В 1992 году завод был преобразован в акционерное общество открытого типа, в 1993 стал одним из активов ЮКОСа.

## Современное состояние
Юридический адрес: г. Самара, ул. Грозненская, 25. Контрольный пакет акций принадлежит «Нефть-Актив». АО «КНПЗ» является учредителем ООО «Офис» в г. Новокуйбышевске. АО «КНПЗ» имеются социальные объекты: санаторий — профилакторий в пос. Рубежное, гостиница «Огни заречья», поликлиника (филиал ММУ «Городская больница № 10»), столовая.

## Собственники и руководство
Генеральный директор — Чепурнов Сергей Владимирович 
10 мая 2007 года в ходе распродажи активов обанкротившегося ЮКОСа 100 % акций предприятия в составе Лота № 11 было продано ООО «Нефть-Актив», аффилированной с нефтяной компанией ОАО НК «Роснефть».